# Cynan ap Iago
Cynan ap Iago (Aberffraw, 1014 – 14 ottobre 1063) è stato un nobile gallese, appartenente alla dinastia di Aberffraw, che ha brevemente regnato sul Gwynedd. Suo padre, Iago III, avrebbe regnato prima di lui, mentre a lui sarebbe succeduto il figlio Gruffydd II.
Iago avrebbe regnato sul Gwynedd tra il 1023 al 1039, quando fu ucciso (forse da un suo uomo) quando Cynan era ancora giovane. Il trono fu quindi preso da Gruffyd I, membro di un ramo cadetto della dinastia reale. Cynan fuggì in Irlanda, trovando rifugio presso i vichinghi a Dublino. Sposò Ragnhilda, la figlia di re Olaf Sigtryggsson e nipote di re Sigtrygg Barba di Seta.